# Amalda edithae
Amalda edithae là một loài ốc biển, là động vật thân mềm chân bụng sống ở biển trong họ Olividae, ốc ôliu.

## Miêu tả

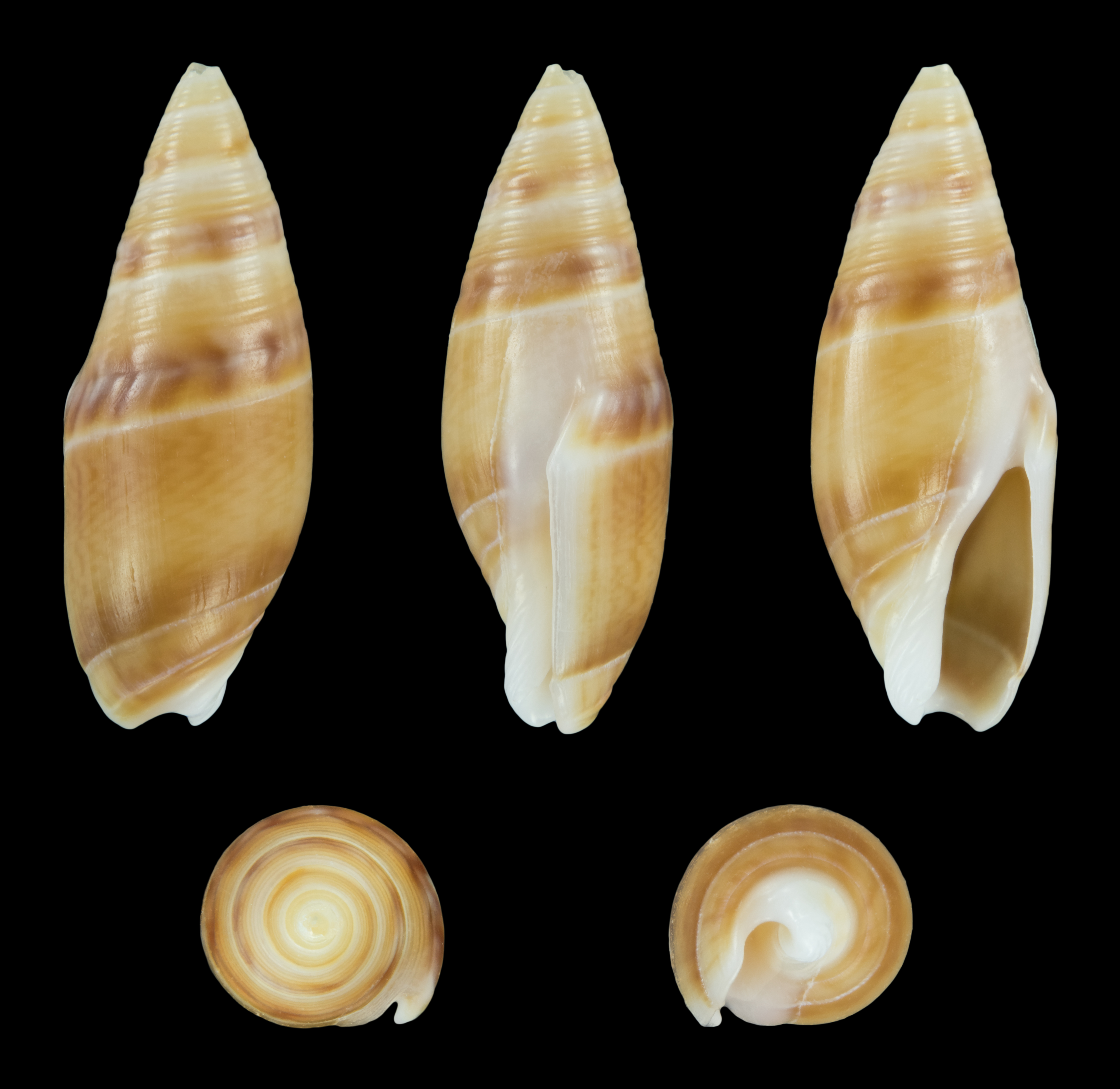
Hình dạng tối